# Francis Arichall
Francis Arichall oder Francis Arichal oder Ariechall; vollständiger Name Francis Madder Arichall (geboren 19. November 1772 in Portsmouth; gestorben 19. Juni 1809 in Hannover) war ein englischer Porträt- und Miniaturmaler, Zeichner und Sprachlehrer.

## Leben

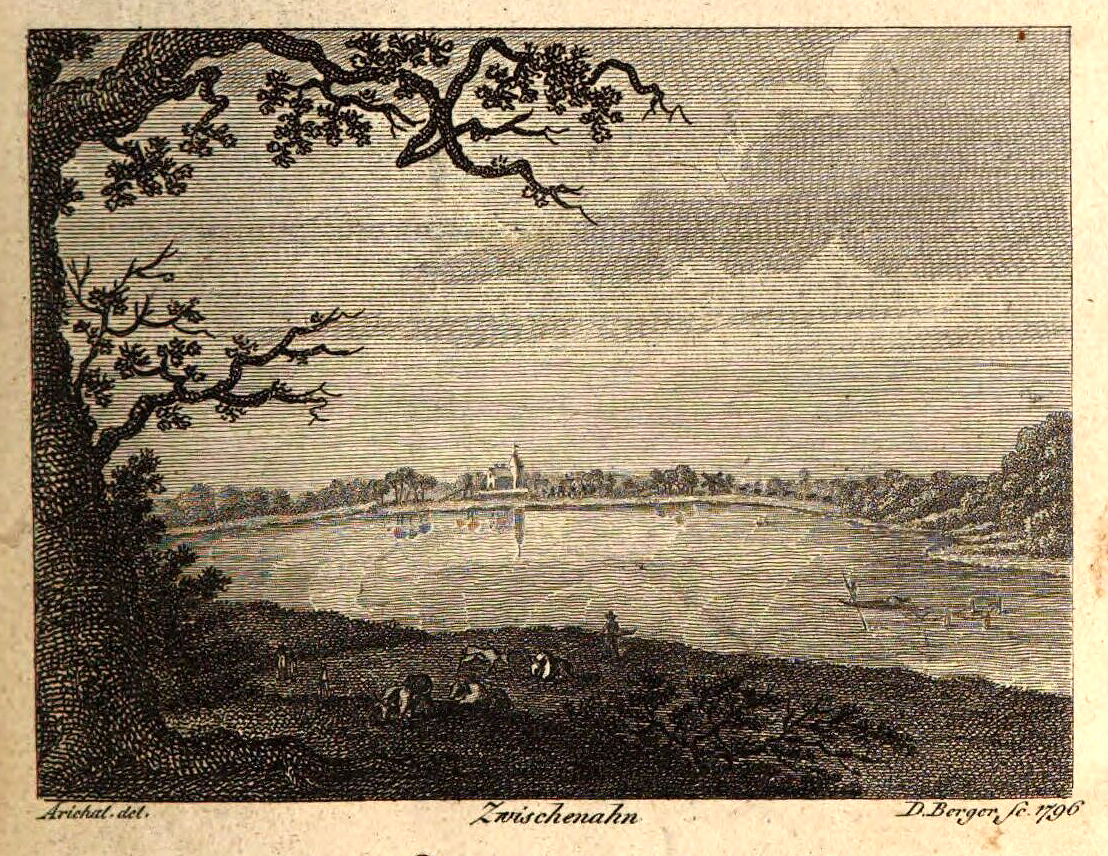
1796 datierter Kupferstich „Zwischenahn“ von Daniel Berger nach Arichall;
Frontispiz (Ausschnitt) für Gerhard Anton von Halems Geschichte des Herzogtums Oldenburg, Band 3

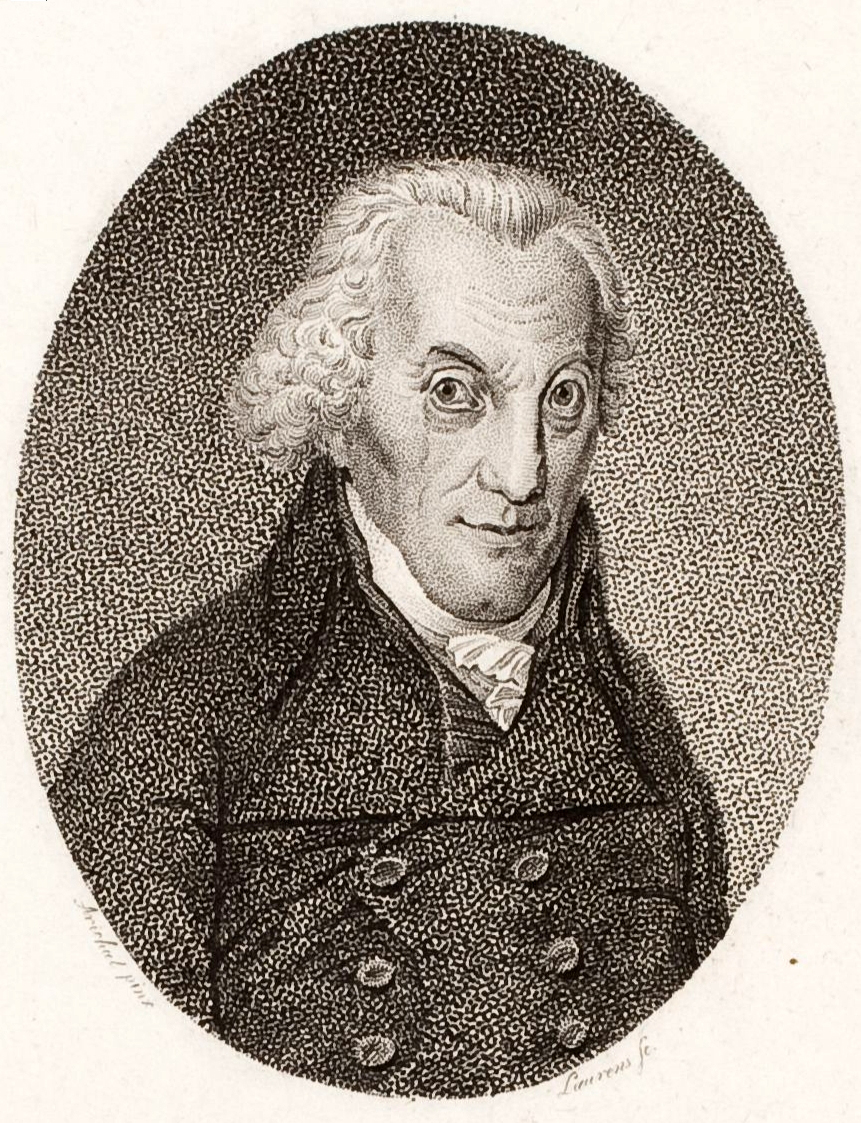
Brustbild des königlich-großbritannischen und kurfürstlich braunschweig-lüneburgischen Leibarztes Lebrecht Friedrich Benjamin Lentin;
um 1803 als Punktierstich (Ausschnitt) von Johann Daniel Laurenz junior nach einem Bildnis von Francis Arichall; Porträtsammlung der Herzog August Bibliothek in Wolfenbüttel

Francis Arichall erlernte Kunst in seiner Jugend anfangs nur aus persönlichem Vergnügen, ging dann zur Vertiefung seiner künstlerischen Fähigkeiten in die britische Hauptstadt London, um seine Techniken bei verschiedenen „geschickten Männern“ zu vervollkommnen.
1786 übersiedelte er in die Hansestadt Hamburg, in der er wahrscheinlich noch 1794 lebte und in der er vor allem Bildnisse in Pastell und Miniaturbilder schuf, aber auch Zeichnungen mit dem Silberstift.
1802 war „Arichal, Francis“ laut dem Hannoverschen Adreß-Buch mit seiner Profession „Miniatur-Maler“ verzeichnet und hatte seinen Wohnsitz in der Calenberger Neustadt in einem nicht näher bezeichneten Haus in der dortigen „Beckerstr.“. Dort wohl malte er das Bildnis des aufgrund der Personalunion zwischen Großbritannien und Hannover königlichen und kurhannoverschen Leibarztes Lebrecht Friedrich Benjamin Lentin, das anschließend als Vorlage für den in Berlin von dem Künstler Johann Daniel Laurenz junior geschaffenen Kupferstich diente.
Arichall starb 1809 im Alter von 37 Lebensjahren. Er wurde auf dem Alten St.-Nikolai-Friedhof der Stadt Hannover bestattet.

## Familie und Grabinschriften
Nach 1807 heiratete Arichall die aus Fallersleben nach Hannover übergesiedelte Mathilde Behne, geborene Bennet, Witwe des Johann Daniel Behne, des Lieutenants im kurhannoverschen Ponton-Trains. Seine Stieftochter Johanne Marie Henriette Behne, genannt Emilie Behne wurde später Mutter des Präsidenten der französischen Republik Patrice de Mac-Mahon.
Noch Anfang der 1950er Jahre erfassten Hans Mahrenholtz und seine Ehefrau anlässlich der bevorstehenden Verlängerung der Celler Straße quer über das Friedhofsgelände den Grabstein Arichalls auf dem direkt nördlich an den Chor der Nikolaikapelle angrenzenden Gräberfeld außerhalb der ehemaligen Denkmalhalle. Der monolithische Block mit den Abmessungen 2,10 × 1,55 m enthielt nicht chronologisch angeordnete Inschriften für fünf Personen:
Hier ruhet Herr Johann Daniel Behne, Lieutenant im churhannoverschen Ponton-Train, geboren zu Fallersleben am 20. 3. 1754, gestorben zu Hannover am 28. May 1800, alt 46 Jahr.
Hier ruhet Herr Francis Madder Arichall, geboren zu Portsmouth den 19ten November 1772, gestorben zu Hannover den 19. Juny 1809, alt 37 Jahr 9. Mon.
Hier ruhet Patrice Behne, geboren zu Neustadt a/R am 1. Juni 1829, gestorben daselbst am 4. Juni 1829, alt 3 Tage
Hier ruhet Louise Caroline Juli Mac Mahon, geboren zu London am 20. November 1809, gestorben zu Hannover am 30. November 1810, alt 1 Jahr.
Hier ruhet Alfred Carl Louis August Behne, geboren zu Neustadt a.R. am 17. July 1825, gestorben daselbst am 2. August 1825, alt 16 Tage.